# Dos Equis

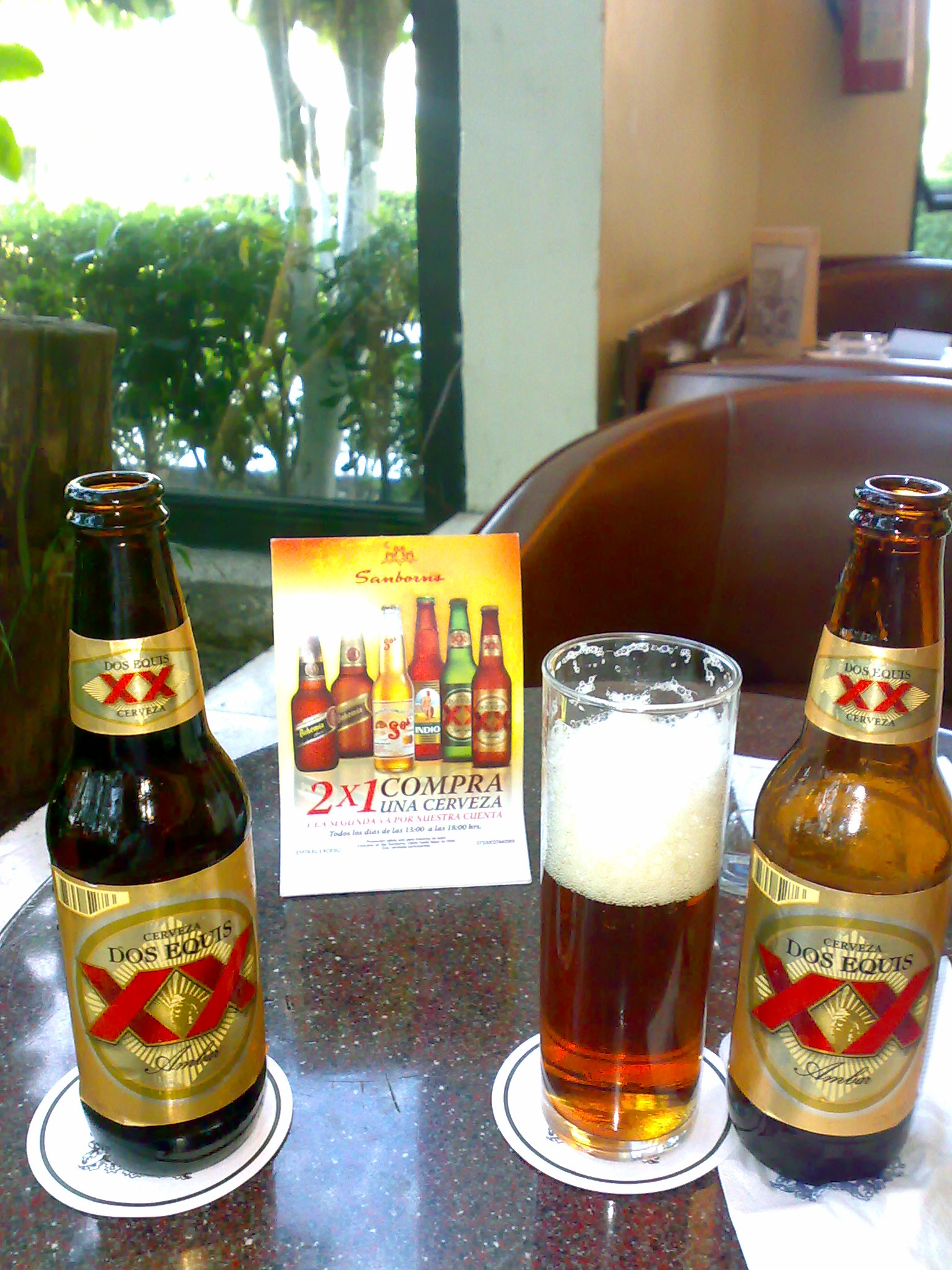
XX Ambar.

Dos Equis (spanska: Två X) är en mexikansk öl. Den produceras av Cerveceria Cuauhtemoc Moctezuma SA, sedan 2010 officiellt Heineken México i Monterrey, Nuevo León. Dos Equis logotyp är inspirerad av Moctezuma II, den sista tlatoanin (aztekernas härskare).

## Historia
Ölen bryggdes först år 1897 av Wilhelm Hasse, en tysk immigrant till Mexiko, under namnet XX Siglo, där XX representerade talet 20 i romerska siffror, medan siglo betyder sekel på spanska. Ölen döptes alltså inför det kommande 1900–talet. Bryggeriet Cerveceria Cuauhtemoc Moctezuma SA hade han öppnat sju år tidigare, 1890.
1984 exporterades Dos Equis för första gången till USA.
I juni 2020 stod det klart att Heineken köpt rättigheterna för att börja producera XX Ambar i Nederländerna. Detta då många av de mexikanska bryggerierna fick stänga eller kraftigt dra ner på verksamheten på grund av Coronaviruspandemin 2019–2021, och därav har exporten till USA inte kunnat nå upp till efterfrågan.

## Produkter
Det finns två huvudvarianter av Dos Equis. En ljus lager, marknadsförd under namnet Lager Especial och en mellanmörk lager, marknadsförd under namnen XX Ambar och Moctezuma Orizaba.  
Den ljusa beskrivs som en lätt öl med frisk smak och citruskaraktär medan den mellanmörka är en Wienerlager med maltig karaktär och inslag av karamell, bränt socker och persikofrukter samt låg bitterhet. Den ljusa lagern är mer populär som export medan XX Ambar är betydligt mer omtyckt i Mexiko.
Alkoholhalten är 4,7 procent för den mellanmörka ölen, och 4,2 procent för den ljusa. Alltså är båda mellanöl med svenska mått mätt. Öl med alkoholhalt över 5 procent är dock ganska ovanligt i Mexiko, de flesta sorter ligger mellan 4 och 4,8 procent.
De har även säsongsbaserade öler, i september 2020 har de en Mexikoinspirerad pale ale.